# Kurt Katch
Kurt Katch, in Deutschland Kurt Katsch, geboren als Isser Katsch, Katz oder Kac (* 28. Januar 1893 in Grodno, Russisches Zarenreich; † 14. August 1958 in Los Angeles, Vereinigte Staaten) war ein russisch-polnisch-amerikanischer Schauspieler.

## Leben

### Frühe Theater- und Filmerfahrungen
Isser Katsch (auch als Katz geführt) war ursprünglich im Weinhandel aktiv. Mit Beginn des Ersten Weltkriegs wurde Katsch eingezogen und diente in der russischen Zarenarmee. Noch im selben Jahr 1914 geriet er in deutsche Kriegsgefangenschaft. Katsch besuchte nach seiner Entlassung in Berlin die Max-Reinhardt-Schule und debütierte 1917 als Kurt Katsch am Bremer Stadttheater. Anschließend erhielt er Engagements an Berlins Meinhard-Bernauer-Bühnen und Reinhardts Deutschem Theater, wo er ab 1920 kleinere und mittelgroße Rollen übernahm. So konnte man Katsch zum Beispiel als ein Schüler im Faust, als Jack in Die Büchse der Pandora und als Artemjew in Leo Tolstois Der lebende Leichnam sehen. In den Folgejahren trat Katsch an den Münchner Kammerspielen, dem Frankfurter Schauspielhaus, den Berliner Saltenburg-Bühnen und Wiens Raimundtheater auf. Katschs Rollenfach waren kraftvolle und oft zwiespältige bis negative Figuren; so reüssierte er als Falstaff, als Tartuffe oder als Richard III. Eine seiner weiteren Paraderollen war der Shylock, gelobt wurde aber auch Katschs Interpretation des Sergeanten Grischa in einer Bühnenfassung von Arnold Zweigs Der Streit um den Sergeanten Grischa.
Seit Kriegsende 1918 trat der glatzköpfige und kompakte Schauspieler auch sporadisch vor die Kamera, dennoch besaß der Kinofilm in Katschs Karriere bis zu seinem Exil in den USA eine untergeordnete Bedeutung. In einem Schreiben vom 22. Mai 1929 an Alwin Kronacher, den Intendanten des Schauspielhauses Frankfurt, teilt er diesem mit: „[…] ich habe viel gelernt und kann auch in Berlin existieren, aber zu Ihnen gehe ich mit verbundenen Augen! […] ich habe Berlin trotz guter Einnahmen (durch Film) satt! […] ich kann den Berliner Prominentenfimmel nicht mehr tragen!“ Ab dem 1. September 1929 war Katsch als Schauspieler mit dem Kunstfach „Charakterrollen und Rollen nach Individualität“ an den Städtischen Bühnen in Frankfurt engagiert. Er wurde am 22. Mai 1933 aufgrund des Gesetzes zur Wiederherstellung des Berufsbeamtentums (BBG) entlassen.
Katsch schloss sich nach seinem Berufsverbot an deutschen Bühnen dem Jüdischen Kulturbund an. In dessen erster Berliner Aufführung am 1. Oktober 1933 spielte Katsch unter der Regie Karl Loewenbergs in Lessings Nathan der Weise die Titelrolle. Schließlich ging Katsch nach Polen, setzte dort seine Theaterarbeit fort und trat auch in zwei jiddischsprachigen Filmen vor die Kamera. Im Juni 1937 gab er, auf dem Weg in die USA, in Paris ein Gastspiel mit dem „Grischa“-Stoff. Seit dem 20. August 1937 in den Vereinigten Staaten ansässig, spielte Kurt Katsch auch in New York in jiddischsprachigen Stücken (1937 in The Brothers Ashkenazi, 1939 in Parnosseh), dort unter der Leitung des Theatermachers Maurice Schwartz. Im Spätherbst 1939 besetzte ihn die frühere rechte Hand Max Reinhardts, Otto Preminger, in dem antinazistischen Stück Margin for Error mit der Rolle des deutschen Konsuls Karl Baumer, einen Part, den zuvor Preminger selbst gespielt hatte.

### Film- und Fernseharbeit in Hollywood
Seit 1941 in Hollywood ansässig, amerikanisierte sich Katsch nunmehr in „Katch“. Mit Eintritt der USA in den Zweiten Weltkrieg (Dezember 1941) wurde Katch ein sehr gut beschäftigter Nebendarsteller. Man besetzte ihn „regelmäßig als brutal-tumben, bösartigen Paradeschurken vom Dienst, ob im bunten Märchen- und Kostümabenteuer à la „Ali Baba und die 40 Räuber“ oder in Anti-Nazi-Propaganda vom Schlage „Berlin Correspondent“, „Botschafter in Moskau“, „The Strange Death of Adolf Hitler“, „Die Wacht am Rhein“ und „Rendezvous 24“.“ Dabei musste sich Katch zumeist mit sehr kleinen Rollen von Sekunden- bis allenfalls Minutenlänge begnügen. Auch seine letzte bedeutende Filmrolle folgte diesem Besetzungsklischee: Katch war, an der Seite von Marlon Brando, Dean Martin und Montgomery Clift ein deutscher Lagerkommandant in dem Weltkriegsdrama „Die jungen Löwen“. Kurt Katch hat in seinem letzten Lebensjahrzehnt auch in einer Fülle von wenig bemerkenswerten US-Fernsehproduktionen mitgewirkt, darunter auch in der ersten Verfilmung von Casino Royale, in der er mal wieder einen widerwärtigen Schurken zu geben hatte.

## Filmografie
Kinofilme, wenn nicht anders angegeben
- 1918: Die Mexikanerin
- 1919: Die geheimnisvolle Kugel
- 1919: Die glühende Kammer
- 1919: Das Lied der Nornen
- 1920: Der Todesbote
- 1920: Ihr tollster Trick
- 1921: Das offene Grab
- 1921: Ein ungeklärter Fall
- 1921: Das Gasthaus von Chicago
- 1922: Die Geburt des Antichrist
- 1922: Zwischen Tag und Traum
- 1922: Wildnis
- 1923: Der Sohn des Galeerensträflings
- 1923: Quarantäne
- 1923: Dudu, ein Menschenschicksal
- 1928: Die Räuberbande
- 1929: Der Bund der Drei
- 1929: Das Land ohne Frauen
- 1936: Al Chejt
- 1937: Kties Chaf
- 1941: Man at Large
- 1942: Berlin Correspondent
- 1942: Sabotageauftrag Berlin (Desperate Journey)
- 1942: Botschafter in Moskau (Mission to Moscow)
- 1943: Spion im Orientexpress (Background to Danger)
- 1943: Aufstand in Trollness (Edge of Darkness)
- 1943: The Strange Death of Adolf Hitler
- 1943: Die Wacht am Rhein (Watch on the Rhine)
- 1943: Ali Baba und die 40 Räuber (Ali Baba and the Forty Thieves)
- 1944: The Purple Heart
- 1944: Das siebte Kreuz (The Seventh Cross)
- 1944: Die Maske des Dimitrios (The Mask of Dimitrios)
- 1944: Der Ring der Verschworenen (The Conspirators)
- 1944: The Mummy’s Curse
- 1945: Salome Where She Danced
- 1945: Rendezvous 24
- 1946: Angel on My Shoulder
- 1946: Strange Journey
- 1947: Klara Schumanns große Liebe (Song of Love)
- 1950: The Clock (TV-Reihe; Folge The Caller)
- 1952: Robert Montgomery Presents (drei Folgen der TV-Reihe)
- 1953: Das Geheimnis der Inkas (Secret of the Incas)
- 1954: Die Tochter des Kalifen (The Adventures of Haji Baba)
- 1954: Casino Royale (Fernsehfilm)
- 1955: Space Patrol (drei Folgen der TV-Serie)
- 1955: Abbott und Costello als Mumienräuber (Abbott and Costello Meet the Mummy)
- 1955: Nur du allein (Never Say Goodbye)
- 1956: Hot Cars
- 1957: The Beast of Budapest
- 1958: Geschenk der Liebe (The Gift of Love)
- 1958: Die jungen Löwen (The Young Lions)